# Menai Suspension Bridge
De Menai Bridge of Menai Suspension Bridge is een hangbrug over de Menaistraat tussen het eiland Anglesey en het vasteland van Wales. De brug is een beschermd monument.
De Menaistraat is ontstaan door erosie tijdens de laatste ijstijden. De regio werd diverse malen door ijs bedekt en de ijskappen schuurden de onderliggende rots af. De diepste van de uitgeholde rotsbodems, waaronder de Menaistraat, werden uiteindelijk overstroomd door het zeewater toen de ijskappen zich terugtrokken. Anglesey werd een eiland.
Anglesey had lange tijd geen vaste verbinding met de rest van Wales. Bij hoog water was de enige verbinding per boot en bij laag water kon men lopend de zeestraat oversteken. Dit was in beide gevallen gevaarlijk. Er ontstaan verraderlijke stromingen in de zeestraat wanneer het water bij vloed naar binnen wordt geperst en bij eb weer de zeestraat verlaat. In 1785 raakte een veerboot met 55 mensen aan boord in een storm aan de grond. De boot werd vernietigd en slechts een passagier overleefde de ramp. Bij laag water liepen mensen en vee over de bodem van de zeestraat, een niet ongevaarlijke reis door de snelle wisseling van het getij, de sterke stroming en verraderlijke diepten.
In 1800 werd de Act of Union getekend en Ierland sloot zich aan bij Groot-Brittannië. Dit leidde tot een toename van het reizigers tussen Londen en Holyhead op weg naar Dublin. In 1815 keurde het Britse parlement een wet goed om de Holyhead Road aan te leggen. Thomas Telford werd verantwoordelijk voor het project. Voor deze locatie werd gekozen omdat er hoge oevers zijn. Hierdoor kwam het wegdek hoog genoeg te liggen zodat zeilschepen er geen hinder van zouden ondervinden. Telford koos voor een hangbrug, om een hoge (100 voet/30 m) en brede vrije doorvaart te kunnen garanderen. De brede doorvaart werd gerealiseerd door een middenoverspanning met een lengte van 177 meter. 
De brug hing aan vier hoofdkettingen, waarvan twee midden boven het wegdek en een links en een rechts van het wegdek. De kettingen bestonden uit schakels van ijzeren staven van 83 mm dik en 83 mm hoog. Elke schakel was 2,75 meter lang. De bouw duurde acht jaar en de brug werd op 30 januari 1826 officieel geopend. De brug staat bekend als de eerste moderne hangbrug ter wereld. Op 31 december 1940 werd de brug tolvrij.
Tussen 1938 en 1940 werd de brug gerestaureerd. De vier hoofdkettingen werden vervangen door twee stalen kettingen, alleen links en rechts van het wegdek. De hinderlijke kettingen in het midden van het wegdek zijn toen verdwenen. Het rijdek is ook gewijzigd waardoor alleen de stenen pijlers en de aanbruggen nog volgens de oorspronkelijke bouw zijn behouden.

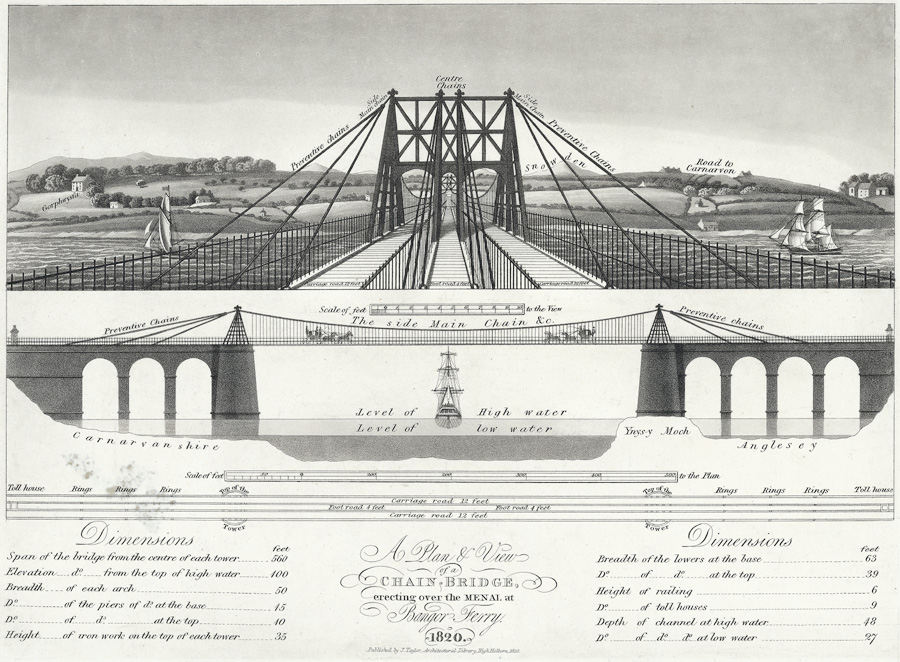
Tekening van de hangbrug met nog kabels midden boven het wegdek
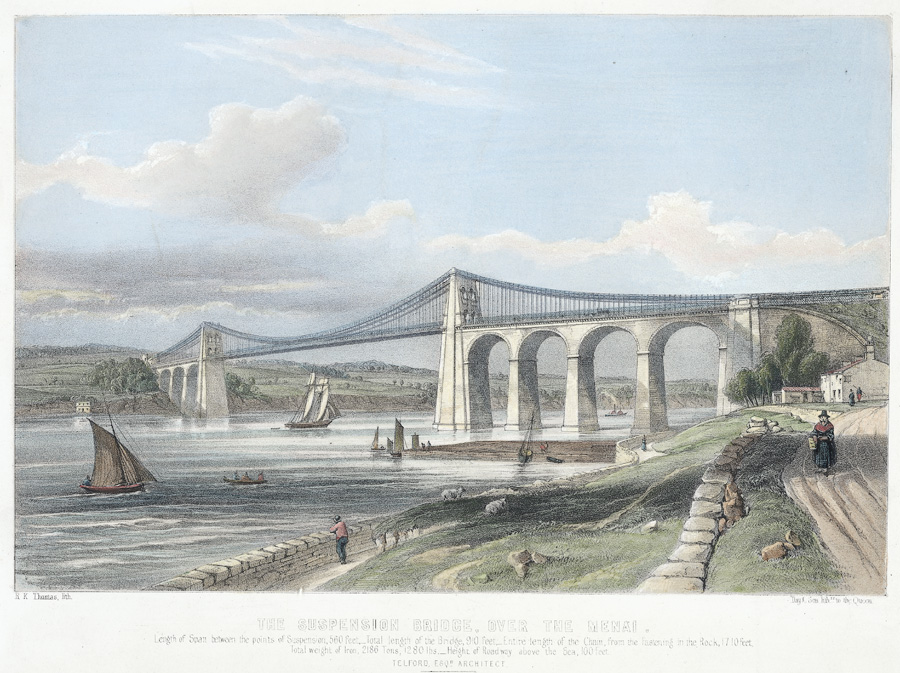
De brug omstreeks 1840
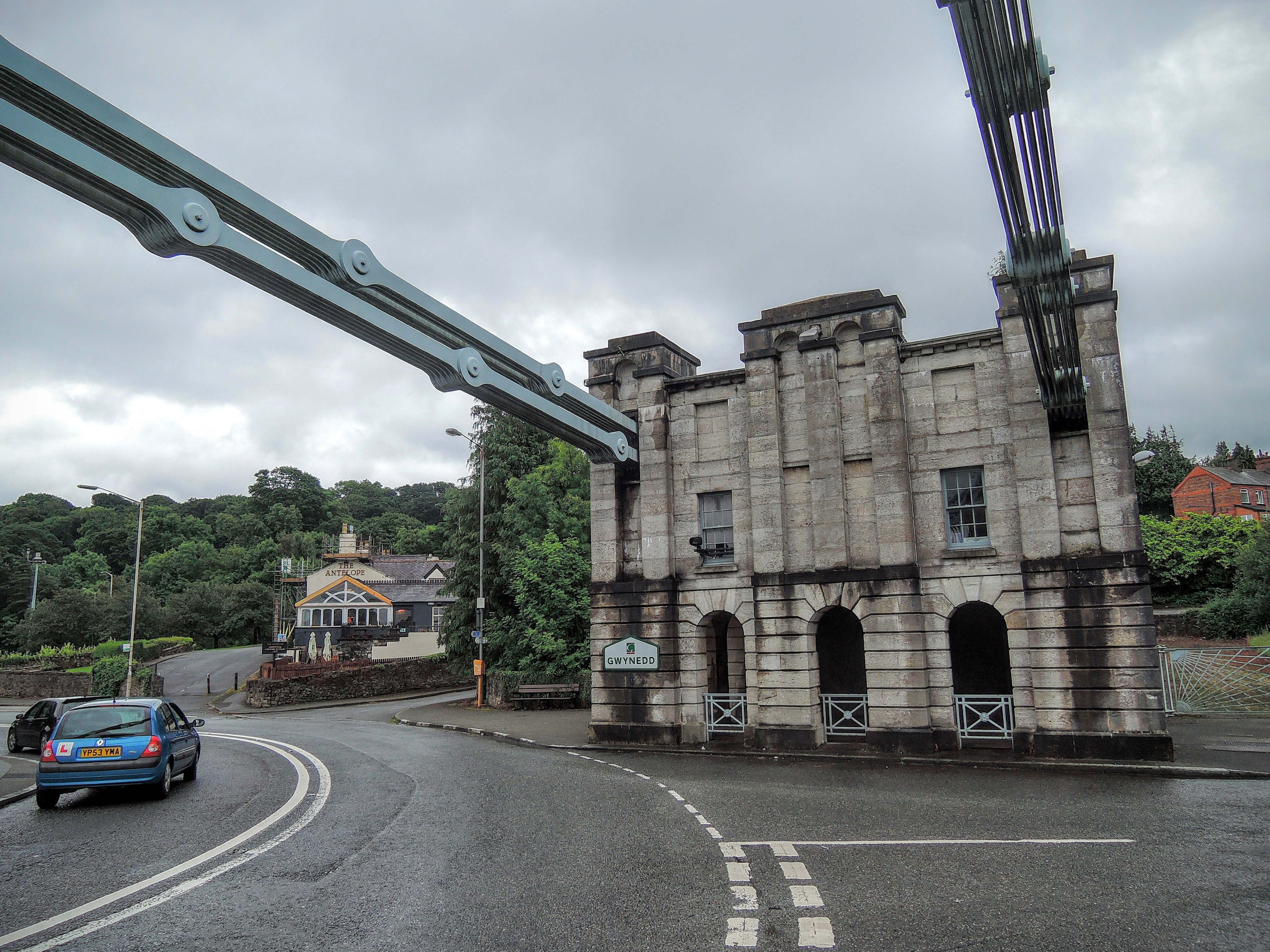
Gebouw waar de brugkabels aan land worden verankerd
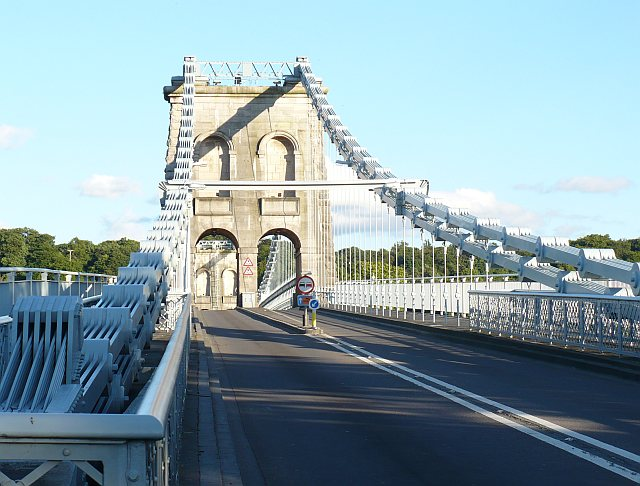
Zicht op het wegdek
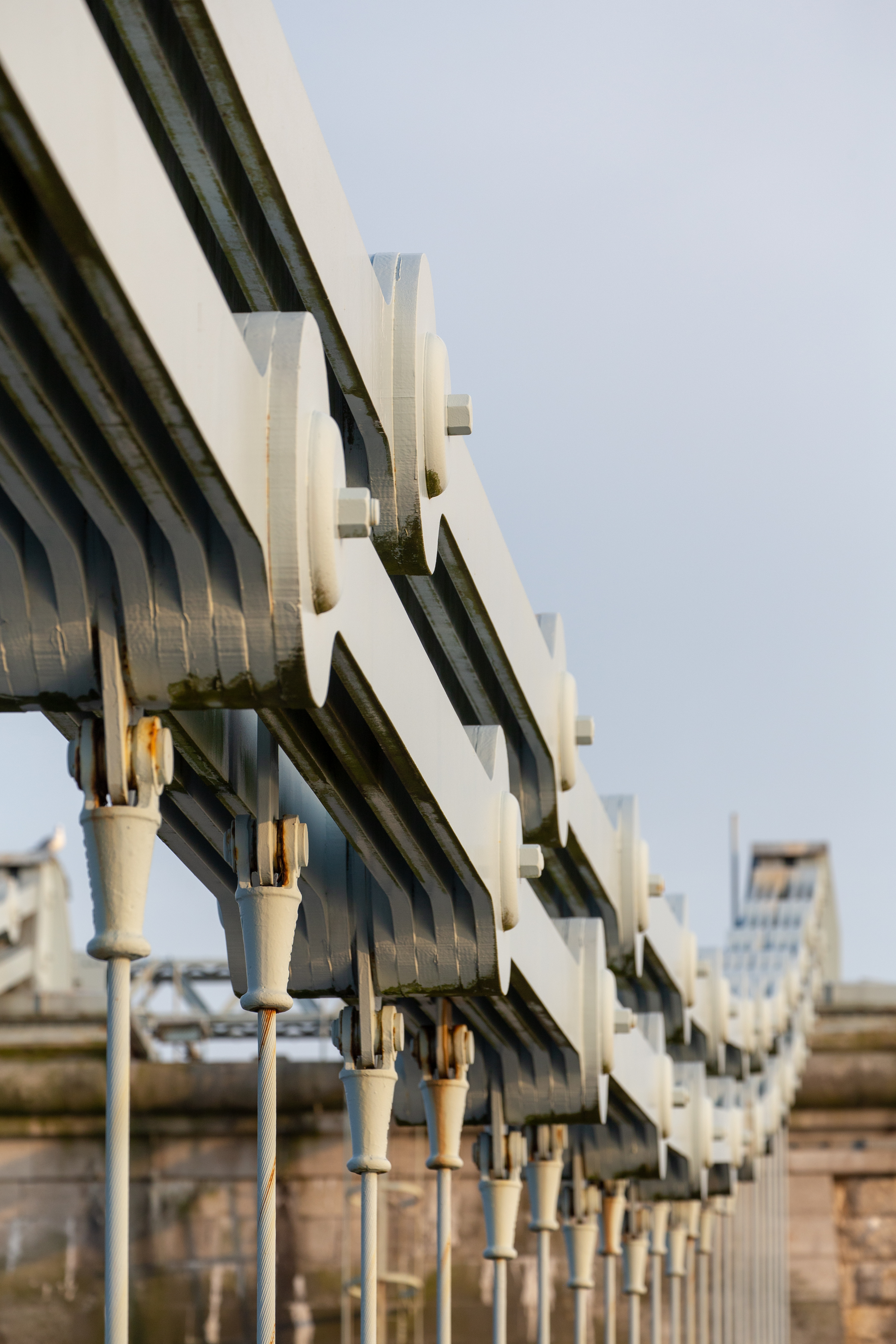
De ketting van dichtbij